# Moederschip
Een moederschip is een schip of ander vaartuig of een ruimteschip of vliegtuig dat als uitvalsbasis voor kleinere eenheden dient.  Vaak is het in staat om verschillende kleinere voertuigen te vervoeren die onafhankelijk ervan kunnen opereren. Zo kan bijvoorbeeld een B-52-bommenwerper een X-15-type raketvliegtuig meedragen en zijn er verschillende marineschepen die kleine duikboten kunnen dragen. Het moederschip kan de "losgelaten" voertuigen ofwel weer opnieuw binnenlaten, ofwel verder reizen nadat de kleinere schepen zijn losgelaten.

## Gebruik
De term moederschip kwam op in de negentiende eeuw, toen tijdens de walvisjacht kleine, snelle schepen werden gebruikt om de walvissen achterna te zitten en te doden. De vangst van meerdere kleine boten werd dan naar een groter schip vervoerd, waar het vlees werd verwerkt en geconserveerd.
De term wordt ook gebruikt in de ruimtevaart. De Apollo CSM, de commandocapsule die in een baan rond de maan bleef bij het Apolloprogramma, en waarvandaan de maanlander vertrok en waar het lanceerdeel weer naar terugkeerde, kan worden beschouwd als een soort moederschip. Daarnaast zijn er onbemande vluchten geweest met een ruimtestation in een baan om de maan waarvandaan een maanlander vertrok, maar waar die niet naar terugkeerde. Zo is bijvoorbeeld bij de drie succesvolle onbemande Russische missies waarbij maanmonsters naar de Aarde zijn gebracht, deze terugkeer rechtstreeks geweest, niet via een moederschip. Bij de onbemande Chinese Chang'e 5 missie naar de Maan worden de maanmonsters weer wel overgebracht via een moederschip dat tijdens de landing in een baan om de maan blijft. Bij de bemande Chinese Shenzhou 6-missie bleef een deel nog enige maanden in een baan om de aarde functioneren als onbemande satelliet nadat de landingsmodule met de astronauten hiervandaan was vertrokken en was geland; dit deel kan ook in zekere zin worden beschouwd als een moederschip.

## Insciencefiction
Moederschepen komen regelmatig voor in sciencefiction, waar sterrenschepen voorkomen die het hart van een hele ruimtevaartvloot vormen en meerdere, kleinere gevechtsschepen meedragen. In verhalen over ufo's komt de term ook voor, wanneer wordt gesuggereerd dat een vliegende schotel meerdere kleinere voertuigen meedraagt.